# 潜在顧客開發
潜在客户开发是指企業采取的激发消费者購買兴趣的措施，是市场营销中的一個概念。有可能轉化成顧客的人群被稱為潜在顧客。對產品有興趣的人群可能會留下联系信息。
- 2014年的一项研究发现，一家企業通過官方網站、搜索引擎和网络广告吸引潜在客户。 [1]
- 2018年，有首席营销官发现，B2B营销人员喜歡通過电子邮件、现场活动和内容营销吸引潛在顧客。 [2]